# 수잔 콜린스
수잔 콜린스(영어: Suzanne Collins 수잰 콜린스[*], 1962년 8월 10일 ~ )는 미국의 방송 작가이자 소설가이다.

## 작품 활동
- 《The Underland Chronicles》
- 《헝거 게임 3부작》
  - 《헝거 게임》
  - 《캣칭 파이어》
  - 《모킹제이》
- 《명금과 뱀의 발라드》